# Mono (ca sĩ)
Nguyễn Việt Hoàng (sinh ngày 21 tháng 1 năm 2000), thường được biết đến với nghệ danh Mono (cách điệu bằng MONO), là một nam ca sĩ kiêm sáng tác nhạc người Việt Nam. Anh là em trai của Sơn Tùng M-TP.
Mono khởi nghiệp bằng việc phát hành album đầu tay có tựa đề 22 vào năm 2022, với ý tưởng từ những câu chuyện tình yêu tuổi trẻ. Album bao gồm đĩa đơn "Waiting for You" đã phá kỷ lục bài hát có nhiều tuần quán quân nhất trên Billboard Vietnam Hot 100, đồng thời dẫn đầu bảng xếp hạng cuối năm, trở thành bài hát thành công nhất năm 2022 tại Việt Nam. Album cũng cho phát hành đĩa đơn top 10 "Em là" trên bảng xếp hạng này.
Trong sự nghiệp của mình, Mono đã nhận được một Giải thưởng Cống hiến cho hạng mục "Nghệ sĩ mới của năm".

## Tiểu sử

### 2000–2016: Những năm thiếu thời
Nguyễn Việt Hoàng sinh ngày 21 tháng 1 năm 2000 tại thành phố Thái Bình, tỉnh Thái Bình. Trước khi được biết đến với vai trò là một ca sĩ, Việt Hoàng là em trai của ca sĩ Sơn Tùng M-TP và từng nhiều lần tháp tùng ủng hộ anh trai trong các sự kiện có mặt người anh của mình.
Việt Hoàng có thành tích học tập ấn tượng khi từng là học sinh trường Trung học phổ thông chuyên Thái Bình. Trong kỳ thi tuyển sinh vào lớp 10, anh đã đạt 27,75 điểm, đứng thứ 17 trong tổng số thí sinh dự thi vào lớp chuyên Địa lý năm đó của trường. Anh từng có ước mơ vào trường Báo chí sau khi tốt nghiệp THPT để trở thành nhà báo bảo vệ anh trai. Khoảng năm 2019, Mono đang theo học ngành Marketing, trường Đại học Công nghệ TP.HCM và tốt nghiệp vào tháng 7 năm 2022. Từ khi còn ngồi trên ghế nhà trường, Việt Hoàng luôn nuôi dưỡng ước mơ âm nhạc. Anh nổi lên như một hiện tượng thông qua các video clip cover những ca khúc của anh trai mình, biểu diễn văn nghệ tại trường và sớm bộc lộ sớm tài năng sáng tác và chơi nhạc.

### 2022: Khởi đầu sự nghiệp, thành công vượt bậc cùng22
Ngày 7 tháng 8 năm 2022, Việt Hoàng chính thức ra mắt MV "Quên anh đi" với vai trò là ca sĩ, lấy nghệ danh là MONO.
Tối 18 tháng 8, Mono chính thức tung album đầu tay 22 kết hợp cùng nhà sản xuất Onionn. Anh đã có màn trình diễn bài hát "Waiting for You" tại chung kết Hoa hậu Hòa bình Việt Nam 2022 vào tối ngày 1 tháng 10. MONO đã nhận giải 10 nghệ sĩ xuất sắc nhất năm, bài hát "Waiting for You" lọt vào danh sách 10 ca khúc xuất sắc nhất năm tại Zing Music Awards 2022. Tại lễ trao giải Làn Sóng Xanh 2022, anh nhận cú đúp giải thưởng "Gương mặt mới xuất sắc" và "Nam ca sĩ được yêu thích", trong khi "Waiting for You" nhận giải Top 10 ca khúc được yêu thích. Anh tiếp tục được vinh danh tại Giải thưởng Cống hiến 2023 cho hạng mục Nghệ sĩ mới của năm.

### 2023:Đẹp
Ngày 30 tháng 11 năm 2023, MONO chính thức phát hành EP "ĐẸP" gồm 4 ca khúc được hoà âm phối khí bởi Onionn. Vào ngày 26 tháng 12, bản video âm nhạc của một trong số các bài hát thuộc EP "Em Xinh" được phát hành, tiếp tục tạo nên nhiều sự chú ý sau "Wating For You".

## Danh sách đĩa nhạc

### Album phòng thu
| Tựa đề | Chi tiết album                                                                                      |
| ------ | --------------------------------------------------------------------------------------------------- |
| 22     | - Phát hành: 18 tháng 8, 2022 - Hãng đĩa: M-Music, Universal - Định dạng: Tải nhạc, phát trực tuyến |

### Đĩa mở rộng
| Tựa đề | Chi tiết album                                                                                          |
| ------ | --- |
| Đẹp    | - Phát hành: 30 tháng 11, 2023 - Hãng đĩa: Universal Music Group - Định dạng: Tải nhạc, phát trực tuyến |

### Đĩa đơn
| Tiêu đề           | Năm  | Vị trí cao nhất | Vị trí cao nhất | Album |
| Tiêu đề           | Năm  | VN              | VNTop Songs     | Album |
| ----------------- | ---- | --------------- | --------------- | ----- |
| "Quên anh đi"     | 2022 | 19              | 12              | 22    |
| "Waiting for You" | 2022 | 1               | 1               | 22    |
| "Em là"           | 2022 | 6               | 3               | 22    |
| "Cười lên"        | 2023 |                 |                 | Đẹp   |
| "Em xinh"         | 2023 |                 |                 | Đẹp   |
| "Young"           | 2023 |                 |                 | Đẹp   |
| "Open your eyes"  | 2023 |                 |                 | Đẹp   |
| "Đi tìm tình yêu" | 2024 |                 |                 | —     |
| "Chăm hoa"        | 2024 |                 |                 | —     |
| "Ôm em thật lâu"  | 2025 |                 |                 | —     |

## Giải thưởng
| Năm  | Giải thưởng            | Hạng mục                           | Đề cử             | Kết quả   | Ghi chú |
| ---- | ---------------------- | ---------------------------------- | ----------------- | --------- | ------- |
| 2022 | Zing Music Awards      | 10 nghệ sĩ xuất sắc nhất năm       | Bản thân          | Đoạt giải | [ 9 ]   |
| 2022 | Zing Music Awards      | 10 ca khúc xuất sắc nhất năm       | "Waiting for You" | Đoạt giải | [ 9 ]   |
| 2022 | TikTok Awards Việt Nam | Âm nhạc của năm                    | "Waiting for You" | Đề cử     | [ 13 ]  |
| 2023 | Làn Sóng Xanh          | Top 10 ca khúc được yêu thích      | "Waiting for You" | Đoạt giải | [ 10 ]  |
| 2023 | Làn Sóng Xanh          | Ca khúc của năm                    | "Waiting for You" | Đề cử     | [ 10 ]  |
| 2023 | Làn Sóng Xanh          | Gương mặt mới xuất sắc             | Bản thân          | Đoạt giải | [ 10 ]  |
| 2023 | Làn Sóng Xanh          | Nam ca sĩ được yêu thích           | Bản thân          | Đoạt giải | [ 10 ]  |
| 2023 | Làn Sóng Xanh          | Bài hát hiện tượng                 | "Waiting for you" | Đề cử     | [ 10 ]  |
| 2023 | Giải thưởng Cống hiến  | Nghệ sĩ mới của năm                | Bản thân          | Đoạt giải | [ 11 ]  |
| 2023 | Giải thưởng Cống hiến  | Music video của năm                | "Waiting for You" | Đề cử     | [ 11 ]  |
| 2023 | WeChoice Awards 2023   | Ca sĩ/ Rapper có hoạt động đột phá | Bản thân          | Đề cử     | [ 14 ]  |
| 2023 | WeChoice Awards 2023   | E.P/ Album của năm                 | Đẹp               | Đề cử     | [ 15 ]  |